# Llista de romanents dels supernova
Aquesta és una llista dels romanents de supernova observades.
| Imatge | Nom                                | En primer lloc visible des de la Terra | Magnitud màxima | Distància (Any llum) | Tipus    |
| ------ | ---------------------------------- | -------------------------------------- | --------------- | -------------------- | -------- |
|        | SSagitari A Est                    | Fa 100.000−35.000 anys                 | ?               | 26.000               | ?        |
|        | Simeis 147 o Spaghetti Nebula      | Fa ~40.000 anys                        | 6,5             | 3.000                | ?        |
|        | W50 o Manatee Nebula               | Fa ~20.000 anys                        | ?               | 18.000               | ?        |
|        | Vela SNR                           | 10.300−9.000 BCE                       | 12              | 815±98               | ?        |
|        | G033.6+00.1 or Kesteven 79         | 8.600−7.000 BCE                        | ?               | 23.000 (~7 kpc)      | ?        |
|        | Cygnus Loop, including Veil Nebula | 6.000−3.000 BCE                        | 7               | 1.470                | ?        |
|        | LMC N49                            | ~3.000 BCE                             | ?               | 160.000              | ?        |
|        | G299.2-2.9                         | ~2.500 BCE                             | ?               | 16.000               | Ias      |
|        | Puppis A                           | ~1.700 BCE                             | ?               | 7.000                | ?        |
|        | G306.3-0.9                         | ~400 BCE                               | ?               | 26.000               | ?        |
|        | RCW 103                            | Segle I                                | ?               | 10.000               | II       |
|        | SN 185                             | 7 de desembre de 185                   | ?               | 8.200                | Ia       |
|        | EO102                              | 1r mil·lenni                           | ?               | 190.000              | ?        |
|        | W49B                               | Pels volts de 1000 AD                  | ?               | 26.000               | Ib or Ic |
|        | SN 1006                            | 1 de maig de 1006                      | −7,5            | 7.200                | Ia       |
|        | SN 1054 o M1 o Crab Nebula         | 1054                                   | −6              | 6.300                | II       |
|        | G350.1-0.3                         | Pels volts de 1100                     | ?               | 15.000               | ?        |
|        | SN 1181                            | 1181                                   | −1              | 26.000 o més         | ?        |
|        | RX J0852.0-4622 o Vela Junior      | Pels vols de 1250                      | ?               | 700                  | ?        |
|        | SN 1572 o Tycho's Nova             | 11 de novembre de 1572                 | −4              | 7.500                | Ia       |
|        | SN 1604 or Kepler's Nova           | 8 d'octubre de 1604                    | −2,5            | 20.000               | Ia       |
|        | Cassiopeia A                       | Mitjan segle xvii                      | 6               | 10.000               | IIb      |
|        | G1.9+0.3                           | Pels volts de 1868                     | ?               | 25.000               | Ia       |
|        | SN 1885A o S Andromedae            | 20 d'agost de 1885                     | 6               | 2.500.000            | ?        |
|        | GK Persei o Nova of 1901           | 21 de febrer de 1901                   | 0,2             | 1.500                | ?        |
|        | SN 1987A                           | 24 de febrer de 1987                   | 3               | 168.000              | II-P     |